# Jurământul lui Hippocrate
Jurământul lui Hippocrate este un jurământ care cuprinde îndatoririle morale ale unui medic în exercitarea profesiunii sale. Este atribuit lui Hippocrate, medic din Grecia antică. Multe din principiile acestui jurământ sunt și astăzi valabile, ca păstrarea secretului profesional sau interzicerea relațiilor intime cu pacienții. Altele sunt subiecte controversate, cum ar fi interzicerea avortului sau a eutanasiei.
În multe universități, absolvenții facultăților de medicină rostesc la sfârșitul ceremoniei de încheiere a ciclului universitar jurământul lui Hippocrate:
"Jur pe Apollo medicul, pe Esculap, pe Higea și Panacea și pe toți zeii și zeițele, pe care îi iau ca martori, că voi îndeplini acest jurământ și poruncile lui, pe cât mă ajută forțele și rațiunea:
- Să respect pe cel care m-a învățat această artă la fel ca pe propriii mei părinți, să împart cu el cele ce-mi aparțin și să am grijă de el la nevoie; să-i consider pe descendenții lui ca frați și să-i învăț această artă, dacă ei o doresc, fără obligații și fără a fi plătit.

- Să transmit mai departe învățăturile acestei arte fiilor mei, fiilor maestrului meu și numai acelor discipoli care au jurat după obiceiul medicilor, și nimănui altuia.

- Atât cât mă ajută forțele și rațiunea, prescripțiunile mele să fie făcute numai spre folosul și buna stare a bolnavilor, să-i feresc de orice daună sau violență.

- Nu voi prescrie niciodată o substanță cu efecte mortale, chiar dacă mi se cere, și nici nu voi da vreun sfat în această privință. Tot așa nu voi da unei femei un remediu abortiv.

- Sacră și curată îmi voi păstra arta și îmi voi conduce viața.

- Nu voi opera piatra din bășică, ci voi lăsa această operație celor care fac această meserie.

- În orice casă voi intra, o voi face numai spre folosul și bunăstarea bolnavilor, mă voi ține departe de orice acțiune dăunătoare și de contacte intime cu femei sau bărbați, cu oameni liberi sau sclavi.

- Orice voi vedea sau voi auzi în timpul unui tratament voi păstra în secret, pentru că aici tăcerea este o datorie.

- Dacă voi respecta acest jurământ și nu îl voi călca, viața și arta mea să se bucure de renume și respect din partea tuturor oamenilor; dacă îl voi trăda devenind sperjur, atunci contrariul."